# Lars Rosberg
Lars Rosberg – szwedzki żużlowiec.
Złoty medalista młodzieżowych indywidualnych mistrzostw Szwecji (Motala 1979). Finalista indywidualnych mistrzostw Szwecji (Eskilstuna 1980 – XIII miejsce). 
Reprezentant Szwecji na arenie międzynarodowej. Uczestnik półfinału indywidualnych mistrzostw świata juniorów (Norden 1979 – XVI miejsce). Wielokrotny uczestnik eliminacji indywidualnych mistrzostw świata (najlepszy wynik: Gislaved 1981 – XIII miejsce w finale szwedzkim).
W lidze szwedzkiej reprezentował barwy klubów: Gnistorna Malmö (1977, 1983) oraz Lejonen Gislaved (1979–1982). 